# Claudia Draxl
Claudia Draxl, também Claudia Ambrosch-Draxl, (Villach, 1959) é uma física austríaca. É professora na Universidade Humboldt de Berlim na cátedra de física do estado sólido teórica.

## Formação e carreira
De 1978 a 1983 estudou matemática e física na Universidade de Graz. Em 1987 obteve um doutorado em física teórica pela Universidade de Graz. Em 1996 concluiu a habilitação na Universidade de Graz. Em 1996 foi docente e, a partir de 1997, professora associada na Universidade de Graz. De 1999 a 2001 foi diretora do Instituto de Física Teórica da Universidade de Graz e, em seguida, vice-diretora até 2004. Em 2005 foi chamada para o cargo de professora na Universidade de Leoben e ocupou a cátedra de modelagem atomística e design de materiais. Desde 2011 é professora universitária na Universidade Humboldt de Berlim e detém a cátedra de física teórica da matéria comprimida.

## Prêmios e condecorações
- 2011 fellow da American Physical Society[2][3]
- 2013 Anel Paracelso[4][2]
- 2018 membro correspondente da Academia Austríaca de Ciências[5]
- 2021 Lise Meitner Lectures

## Publicações selecionadas
- Cottenier, Stefaan; Zhang, Guo-Xu; Yates, Jonathan R.; Wills, John M.; van Speybroeck, Veronique; van Setten, Michiel J.; Vanderbilt, David; Torrent, Marc; Tkatchenko, Alexandre (25 de março de 2016). «Reproducibility in density functional theory calculations of solids». Science (em inglês). 351 (6280): aad3000. ISSN 1095-9203. PMID 27013736. doi:10.1126/science.aad3000
- Ghiringhelli, Luca M.; Vybiral, Jan; Levchenko, Sergey V.; Draxl, Claudia; Scheffler, Matthias (10 de março de 2015). «Big Data of Materials Science: Critical Role of the Descriptor». Physical Review Letters. 114 (10). 105503 páginas. doi:10.1103/PhysRevLett.114.105503
- Ramsey, M. G.; Netzer, F. P.; Ambrosch-Draxl, C.; Puschnig, P.; Oehzelt, M.; Berkebile, S.; Koller, G. (20 de julho de 2007). «Intra- and Intermolecular Band Dispersion in an Organic Crystal». Science (em inglês). 317 (5836): 351–355. ISSN 1095-9203. PMID 17641196. doi:10.1126/science.1143239
- Ambrosch-Draxl, Claudia; Sofo, Jorge O. (1 de julho de 2006). «Linear optical properties of solids within the full-potential linearized augmented planewave method». Computer Physics Communications. 175 (1): 1–14. ISSN 0010-4655. doi:10.1016/j.cpc.2006.03.005
- Ambrosch-Draxl, C.; Majewski, J. A.; Vogl, P.; Leising, G. (15 de abril de 1995). «First-principles studies of the structural and optical properties of crystalline poly(para-phenylene)». Physical Review B. 51 (15): 9668–9676. doi:10.1103/PhysRevB.51.9668